# Nørhalds kommun
Nørhalds kommun var en kommun i Århus amt i Danmark. Sedan 2007 ingår den i Randers kommun.